# The Wake (gruppo musicale)
I The Wake sono un gruppo musicale britannico formatosi a Glasgow nel 1981.

## Storia
Il gruppo si forma nel 1981 ad opera di Gerard "Caesar" McInulty (voce e chitarra, ex-Altered Images), Steven Allen (batteria) e Joe Donnelly (basso).  
La band dà alle stampe subito un singolo autoprodotto On Our Honeymoon/Give Up, in cui la tastiera è suonata dall'amico Bobby Gillespie. Il futuro cantante dei Primal Scream rimpiazzerà in seguito Donnely al basso e quasi contemporaneamente la sorella di Steven, Carolyn Allen, diventerà la tastierista della band.
Il primo singolo viene notato dalla Factory Records attraverso l'allora manager dei New Order Rob Gretton. La Factory sottoscrive un contratto con la band e nell'ottobre 1982 pubblica il mini-album Harmony, composto da 7 brani.
I Wake affiancheranno proprio i New Order in tour nel 1983.
In seguito incidono una delle The Peel Sessions per la BBC Radio 1 e un singolo edito dalla Factory Benelux. Queste saranno le ultime produzioni con Gillespie, che lascia il suo basso a Alex Macpherson.
Nel 1984 il gruppo pubblica il singolo Talk About the Past, in cui suona il piano Viny Reilly. Durante le registrazioni del secondo album MacPherson lascia il gruppo. Nel 1985 viene pubblicato Here Comes Everybody, in cui le atmosfere virano dalla new wave al pop romantico. Successivamente la band viene scaricata dalla Factory e firma per la Sarah Records, etichetta di Matt Haynes e Clare Wadd.
Due anni dopo esce il terzo album Make It Loud (1990), di matrice darkwave.
Nei tre anni seguenti il gruppo si sfalda e per le registrazioni di Tidal Wave of Hype i Wake rimangono in due, Caesar e Carolyn. Alle registrazioni di questo album, che viene pubblicato nel 1994, tuttavia, partecipano membri degli Orchids (Matthew Drummond e James Moody).
Dopo il fallimento della Sarah Records (1995), i Wake scivolano nell'oblio.
Per alcuni anni, il gruppo di McInulty si concentra su progetti paralleli e altre attività. Collabora con Bobby Wratten sotto il nome The Occasional Keepers per due album.
Nell'autunno 2009, il duo costituito da Ian McInulty e Carolyn Allen ritorna insieme per registrare del nuovo materiale. Si esibisce quindi dal vivo in diverse occasioni e pubblica nel frattempo un box-set.
L'album A Light Far Out viene pubblicato nell'aprile 2012 e si avvale della produzione di Cameron Duncan (già Teenage Fanclub e Saint Etienne).

## Formazione

### Formazione attuale
- Gerard "Caesar" McInulty
- Carolyn Allen

### Ex componenti
- Steven Allen
- Joe Donnelly
- Bobby Gillespie
- Alex Macpherson

## Discografia

### Album
- 1982 - Harmony
- 1985 - Here Comes Everybody
- 1990 - Make It Loud
- 1994 - Tidal Wave of Hype
- 2002 - Assembly (live)
- 2002 - Holy Heads (raccolta)
- 2012 - A Light Far Out (anche vinile, 2013)

Come The Occasional Keepers
- 2005 - The Beauty of an Empty Vessel
- 2008 - True North